# Martin Joseph Wade

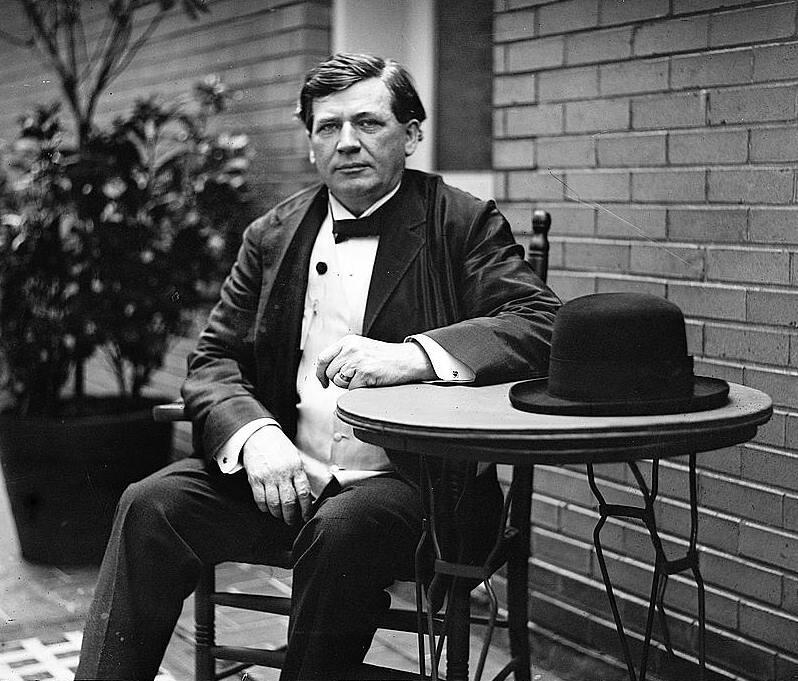
Martin Joseph Wade

Martin Joseph Wade (* 20. Oktober 1861 in Burlington, Vermont; † 16. April 1931 in Los Angeles, Kalifornien) war ein US-amerikanischer Jurist und Politiker. Zwischen 1903 und 1905 vertrat er den Bundesstaat Iowa im US-Repräsentantenhaus.

## Werdegang
Schon in jungen Jahren kam Martin Wade mit seinen Eltern nach Iowa. Dort besuchte er die öffentlichen Schulen und das St. Josephs College in Dubuque. Nach einem anschließenden Jurastudium an der University of Iowa und seiner im Jahr 1886 erfolgten Zulassung als Rechtsanwalt praktizierte er bis 1893 in Iowa City in seinem neuen Beruf. Zwischen 1893 und 1903 war Wade Richter im achten Gerichtsbezirk von Iowa. Von 1891 bis 1903 hielt er auch juristische Vorlesungen an der University of Iowa. Dort war er auch Experte für Gerichtsmedizin. In den Jahren 1897 und 1898 fungierte Wade als Präsident der Anwaltskammer von Iowa.
Politisch war er Mitglied der Demokratischen Partei. Bei den Kongresswahlen des Jahres 1902 wurde er im zweiten Wahlbezirk von Iowa in das US-Repräsentantenhaus in Washington, D.C. gewählt. Dort trat er am 4. März 1903 die Nachfolge des am 31. Januar 1903 verstorbenen John N. W. Rumple von der Republikanischen Partei an. Da er bei den Wahlen des Jahres 1904 dem Republikaner Albert F. Dawson unterlag, konnte Wade bis zum 3. März 1905 nur eine Legislaturperiode im Kongress absolvieren.
Nach seiner Zeit im Repräsentantenhaus arbeitete Martin Wade wieder als Anwalt. In den Jahren 1904 und 1912 war er Delegierter zu den jeweiligen Democratic National Conventions. 1915 wurde er von US-Präsident Woodrow Wilson als Nachfolger von Smith McPherson zum Richter am Bundesbezirksgericht für den südlichen Distrikt von Iowa ernannt. Dieses Amt bekleidete er bis zu seinem Tod im April 1931 in Los Angeles. Im Jahr 1918 erregte er mit einem Urteil Aufsehen, als er während des Ersten Weltkrieges den Angeklagten Daniel Wallace zu 20 Jahren Gefängnis verurteilte, weil dieser sich gegen die Wehrpflicht ausgesprochen und kritische Ansichten über die Kriegsverbündeten geäußert hatte.